# Max Machon
Max Franz Heinrich Machon (* 12. Oktober 1894 in Köln; † 30. August 1971 auf Teneriffa) war ein deutscher Boxtrainer, -manager und -funktionär.
Sein berühmtester Schützling war der ehemalige Boxweltmeister im Schwergewicht Max Schmeling. Die beiden lernten sich 1926 kennen, als Machon einen Ringbetreuer suchte. Machon erkannte und formte das boxerische Talent Schmelings und begleitete ihn später als Trainer zu seinen großen Auftritten in die USA. Besonders bekannt wurde Machon, als er im Weltmeisterschaftskampf 1938 gegen Joe Louis regelwidrig das Handtuch warf und schließlich sogar in den Ring stieg, um den deutlich unterlegenen Schmeling nach diversen Niederschlägen vor dem Schlaghagel des Gegners zu schützen.
Nach Schmelings Karriereende 1948 wurde Machon ehrenamtlicher Boxfunktionär verschiedener Berliner Verbände, darunter Präsident der Kommission für Boxsport Berlin.
In der Filmbiografie Max Schmeling – Eine deutsche Legende aus dem Jahr 2010 wird Machon von Heino Ferch gespielt.